# Colonia de los Sauces
Colonia de los Sauces är en ort i Mexiko.   Den ligger i kommunen León och delstaten Guanajuato, i den centrala delen av landet, 300 km nordväst om huvudstaden Mexico City. Colonia de los Sauces ligger 1 800 meter över havet och antalet invånare är 477.
Terrängen runt Colonia de los Sauces är en högslätt. Runt Colonia de los Sauces är det tätbefolkat, med 257 invånare per kvadratkilometer. Närmaste större samhälle är León de los Aldama, 17,8 km nordväst om Colonia de los Sauces. Trakten runt Colonia de los Sauces består till största delen av jordbruksmark.